# Rosmossen
Rosmossen är ett naturreservat i Flens kommun  i Södermanlands län.
Området är naturskyddat sedan 2006 är 70 hektar stort. Reservatet består mest av mager tallskog men även av granskogar, sumpskogar och öppna myrpartier.